# منحنى متساوي الزمن
منحنى متساوي الزمن (tautochrone or isochrone curve من البادئة اليونانية tauto- ، التي تعني «نفس» أو iso- ، «يساوي»، و chrono ، «الوقت») هو المنحنى حيث يستغرق أي كيان متدحرج نفس الوقت للوصول إلى أدنى نقطة بغض النظر عن نقطة البداية. وهذه المنحنى يسمى دويري، والوقت يساوي π في الجذر التربيعي لنصف القطر (للدائرة التي تولد الدويرية) مقسومًا على تسارع الجاذبية.

أربع نقاط في مواقع مختلفة تصل إلى القاع في نفس الوقت.

إظهار خمسة بندولات دائرية. كل منهم متساوية التوقيت، مما يعني أن لديها نفس التردد بغض النظر عن طول مسارها.